# Merck Index

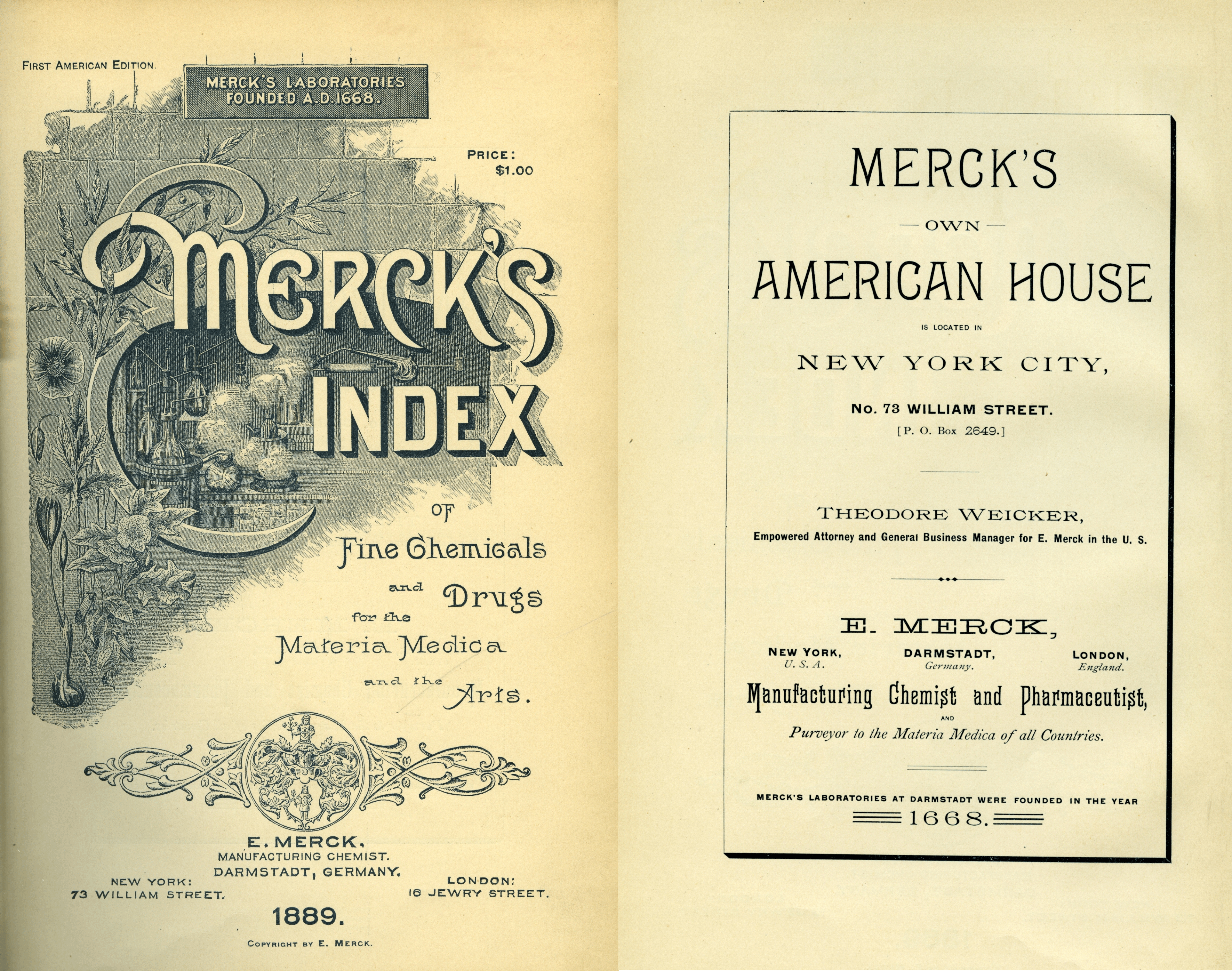
Der erste Merck Index von 1889

Der Merck Index ist ein Nachschlagewerk für Stoffeigenschaften der wichtigsten Arzneistoffe, Chemikalien, Drogen und biochemischen Stoffe. In der aktuellen Auflage enthält er über 10.000 Monographien über einzelne Substanzen oder Wirkstoffklassen. Im Anhang finden sich Monographien über Namensreaktionen der organischen Chemie. Er wird seit 1889 von der Firma Merck & Co., Inc., damals eine Tochtergesellschaft von E. Merck (heute Merck KGaA), veröffentlicht. Die Online-Version des Index wird seit 2012 von der Royal Society of Chemistry herausgegeben.

Im April 2013 erschien die 15. Auflage (ISBN 978-1-84973-670-1), die auch als kostenpflichtiges Angebot im Internet abrufbar ist.
Jede Monographie im Merck Index enthält normalerweise:
- die CAS-Nummer
- alternative Namen, Synonyme, Trivialnamen und die Bezeichnung nach IUPAC
- Summen- und Strukturformel
- Molare Masse
- Elementarzusammensetzung in % (zwei Nachkommastellen)
- eine Beschreibung des Aussehens der Substanz
- Schmelzpunkt oder Siedepunkt
- Löslichkeit in den wichtigsten Lösungsmitteln
- Literaturstellen zur Synthese
- die therapeutischen Kategorien